# Martell
Martell é uma empresa francesa que fabrica conhaque. Sendo fundada em 1715 por Jean Martell (1694-1753), é considerada uma das mais antigas do seu gênero no mundo. A empresa é parte da Martell Mumm Perrier-Jouët, uma subsidiária da Pernod-Ricard.